# Stubaitalbahn
A Stubaitalbahn egy 1000 mm-es nyomtávolságú, 18,2 km hosszúságú városközi villamosvonal Ausztriában, Tirol tartományban. A járatok Innsbruck Hauptbahnhof elől indulnak, a városban az Innsbrucki villamos vágányait használják, majd Stubaitalbahnhof állomás után elhagyva a várost, egészen Fulpmesig haladnak, miközben érintik Natters, Mutters, Kreith és Telfes településeket.
A vonal egyvágányú, vonatkereszt lehetséges Sonnenburgerhof, Hölltal, Mutters, Feldeler, Kreith, Telfer Wiesen, Luimes, Telfes állomásokon. A végállomáson három vágány és egy kocsiszín található.

## Galéria

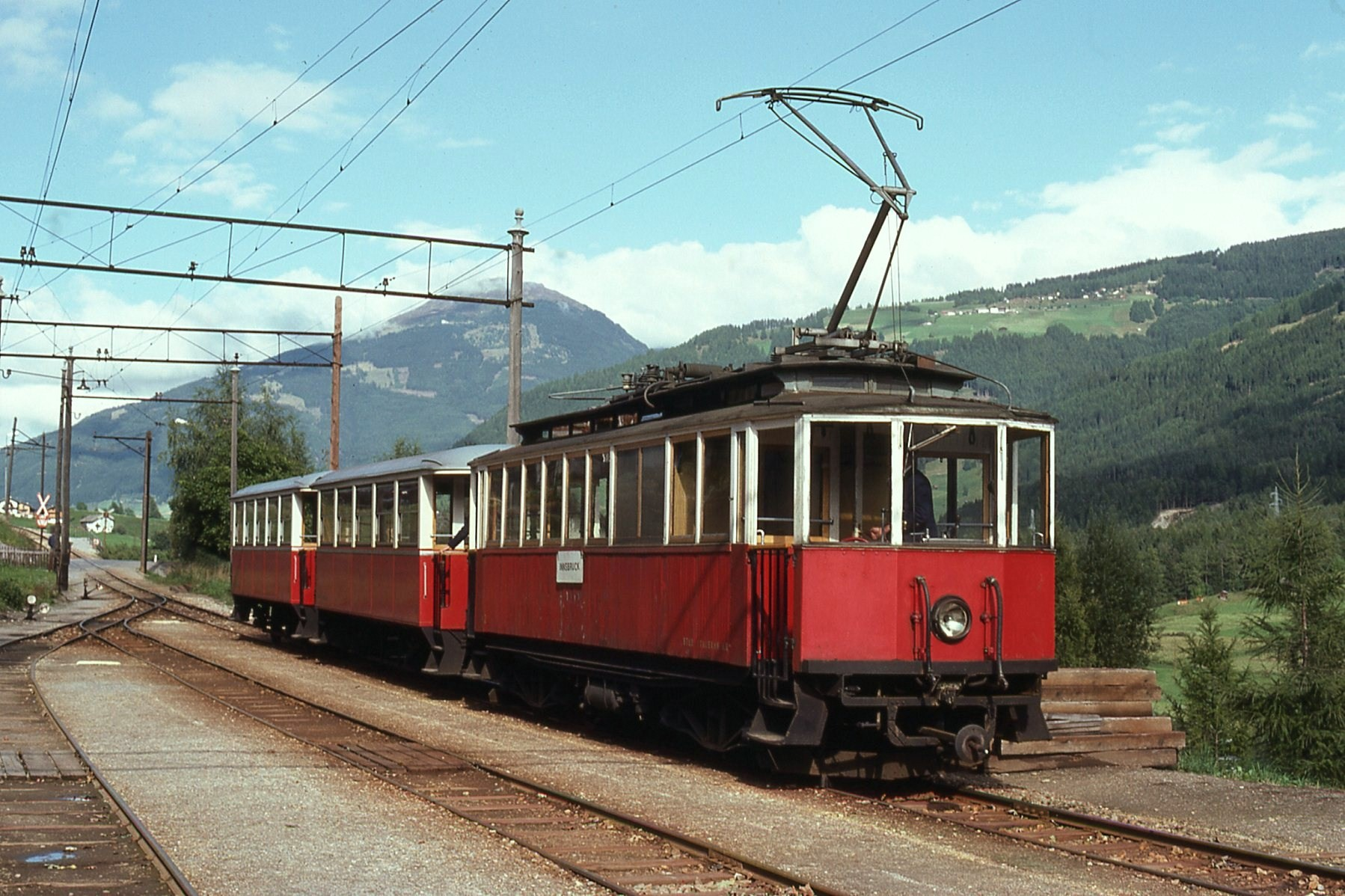
Fulpmes állomás 1983-ban
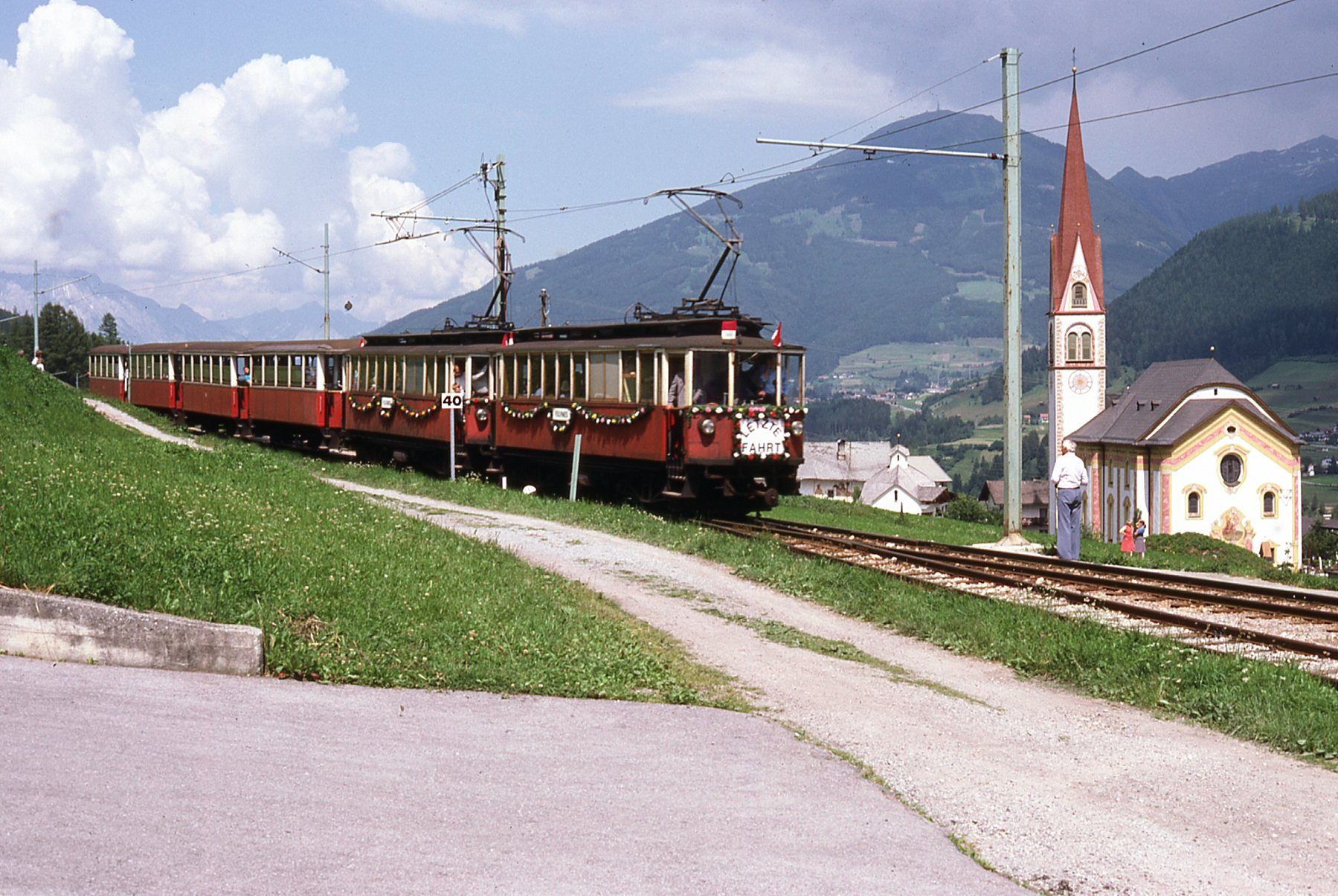
Régi egyenáramú jármű Telfesnél az utolsó egyenáramú üzemnapon
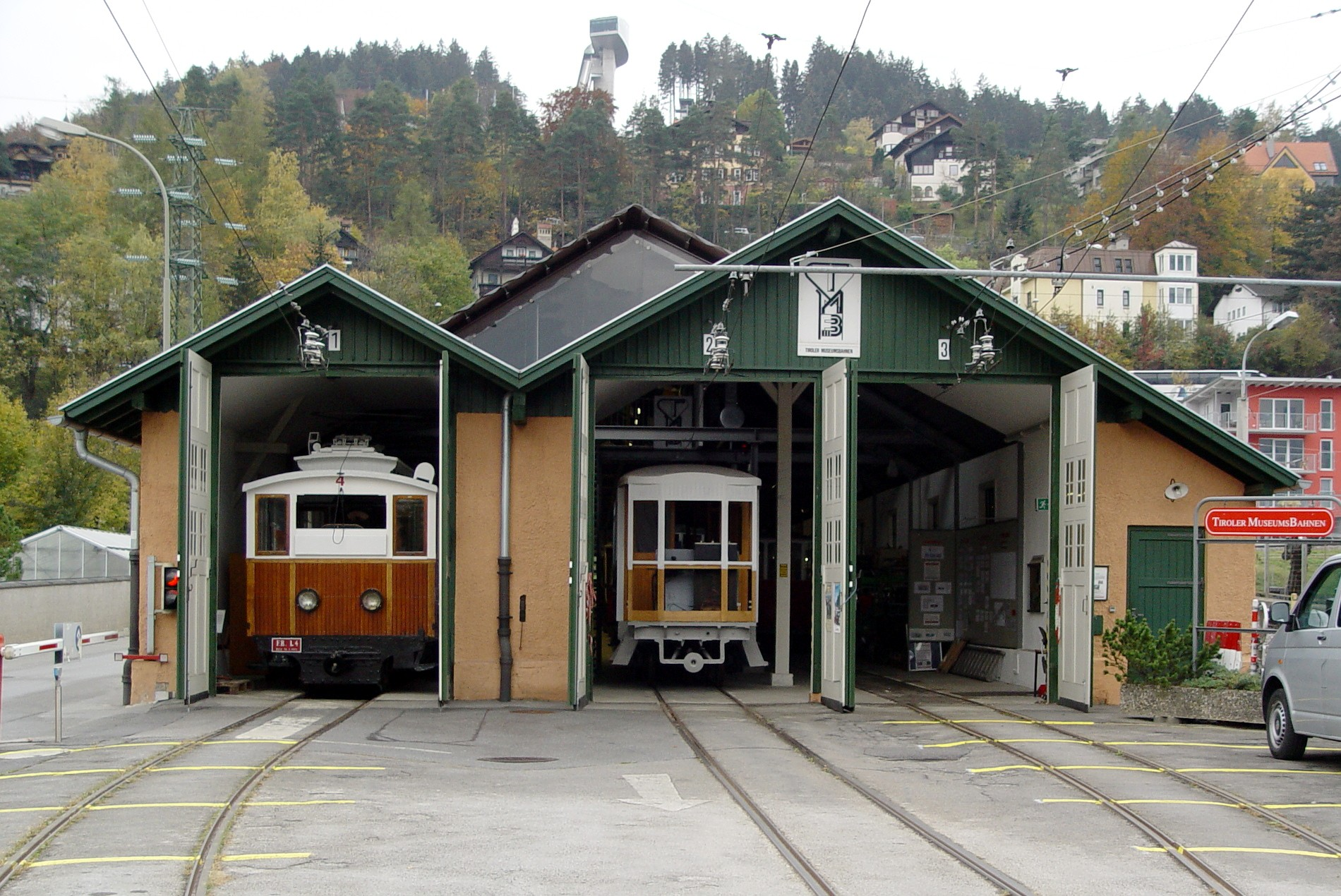
Az egykori állomás, mely ma múzeum
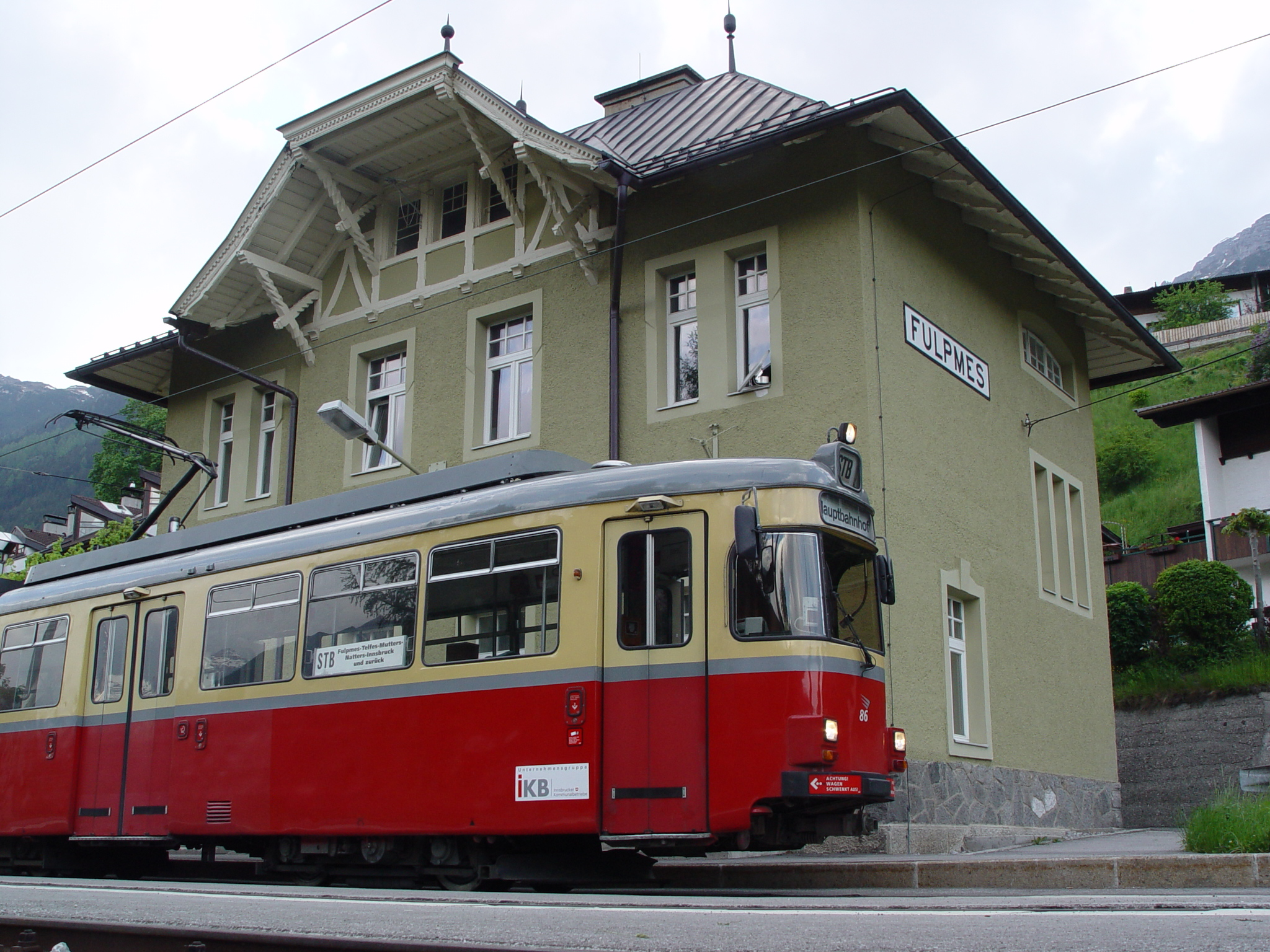
Fulpmes 2006-ban